# Carestia delle patate in Scozia

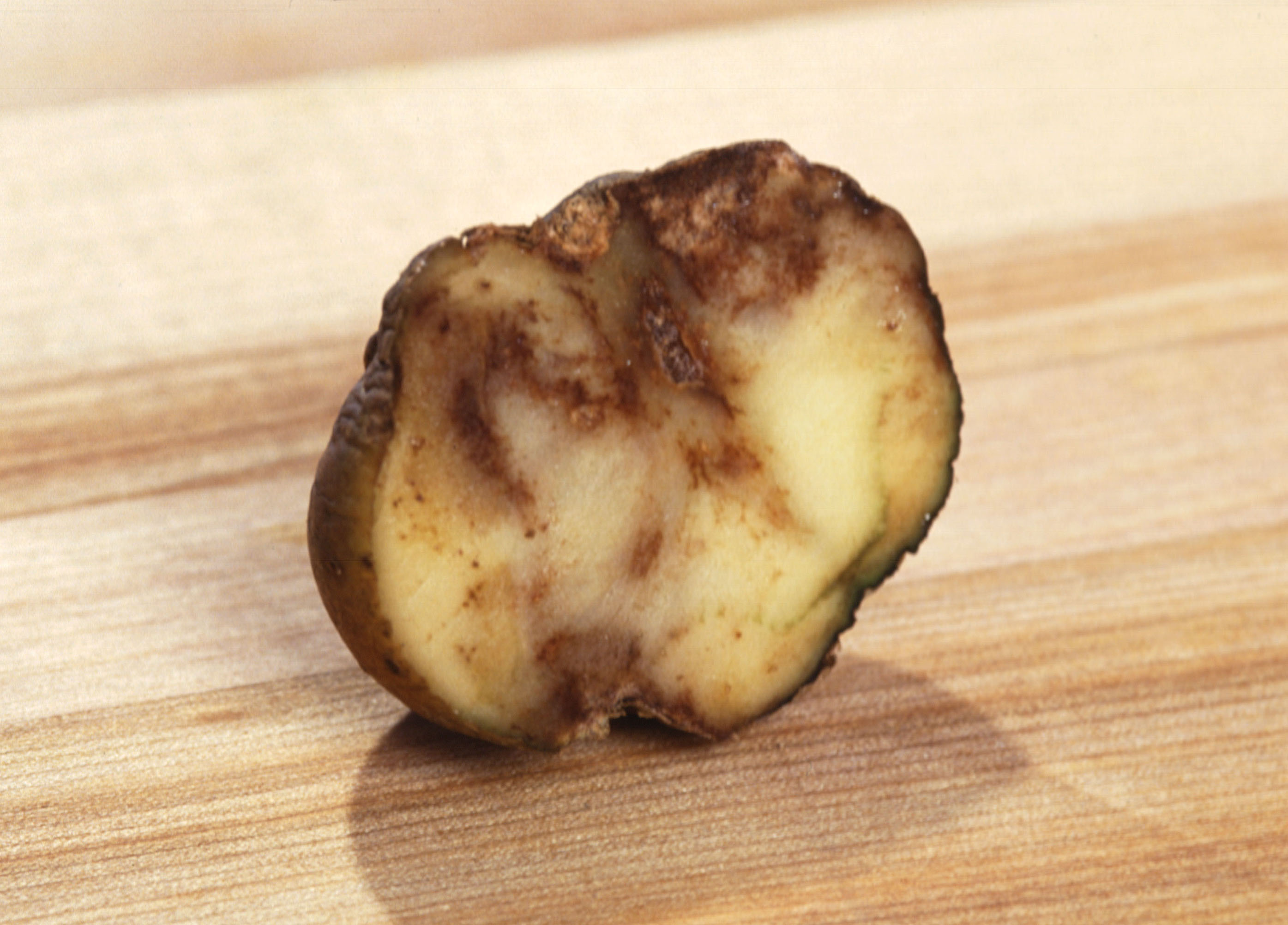
Gli effetti della peronospora

La carestia delle patate in Scozia fu più una grave crisi agricola che una vera e propria carestia, ma la locuzione inglese Highland Potato Famine è d'uso corrente per descrivere questo periodo della storia delle Highland e della Scozia. 
Una vera carestia fu dietro l'angolo durante tutto il periodo, caratterizzato da grave malnutrizione, malattie, pesanti tracolli finanziari e traumatiche distruzioni dei beni agricoli essenziali. 
Le cause della crisi furono le stesse che causarono la carestia delle patate in Irlanda all'incirca nello stesso periodo.

## Storia
Nella metà del XIX secolo la maggior parte dei crofter (coloro che lavoravano i piccoli appezzamenti) della highland scozzesi dipendevano dalle patate per il loro sostentamento, in quanto erano stati privati dell'accesso a molte terre che avevano lavorato nei secoli precedenti e avevano a disposizione piccoli appezzamenti per sopravvivere. La terra era generalmente povera in località costiere esposte. Le patate erano pertanto l'unico cibo ad alta resa in grado di garantire il loro sostentamento. Condizioni simili si erano sviluppate in Irlanda.
Nelle highland, nel 1846, i raccolti di patate furono colpiti da una epidemia causata dal fungo della peronospora e l'inverno seguente fu particolarmente rigido e nevoso. Simili problemi ai raccolti erano iniziati prima in Irlanda e quindi i programmi di assistenza furono forse meglio organizzati e più efficienti in Scozia e in Islanda. Durante il 1847 Sir Edward Pine Coffin usò dei vascelli della Royal Navy per distribuire pasti a base di avena e altri rifornimenti. Nondimeno a Wick, Cromarty e Invergordon ci furono delle proteste per via dell'esportazione di grano dai porti locali. Furono mandate delle truppe per sedare le proteste. I cattivi raccolti continuarono durante gli anni cinquanta del XIX secolo e i programmi di assistenza divennero operazioni semi-permanenti.
Ai crofter tuttavia le razioni a base di avena non vennero semplicemente fornite: ci si aspettava che in cambio lavorassero e ciò diede luogo alla costruzione delle destitution roads. Furono impiegati in progetti di ben poco valore reale, la cui amministrazione fu affidata ad un pesante apparato burocratico, probabilmente creato per sfamare anche gli impiegati ad esso assegnati.
Le razioni giornaliere assegnate furono di 24 once per gli uomini (circa 680 grammi), la metà per le donne e soltanto 8 once (circa 230 g) per i bambini.
Alcuni latifondisti si diedero da fare per ridurre gli effetti della carestia sulle persone che risiedevano nelle loro tenute. Coffin osservò, tuttavia, che molti si volevano sbarazzare del problema insieme alla popolazione: piuttosto che accettare le loro responsabilità, essi lasciarono che i crofter affollassero le strade delle città o pagarono loro il biglietto per emigrare, portando al fenomeno delle Highland Clearances.
Durante il decennio seguente il 1847, da tutto il territorio delle highland oltre 16 000 crofter furono inviati oltre oceano in Canada o in Australia. Nel 1857 i raccolti di patate ricominciarono a crescere.